# الشعاف (بني مطر)

تعديل مصدري - تعديل

الشعاف هي إحدى قرى عزلة بقلان بمديرية بني مطر التابعة لمحافظة صنعاء، بلغ تعداد سكانها 304 نسمة حسب تعداد اليمن لعام 2004.